# تپه مشکی چال
تپه مشکی چال مربوط به دوران‌های تاریخی پس از اسلام است و در شهرستان املش، بخش رانکوه، روستای اکبرآباد واقع شده و این اثر در تاریخ ۲ بهمن ۱۳۸۲ با شمارهٔ ثبت ۱۰۷۲۵ به‌عنوان یکی از آثار ملی ایران به ثبت رسیده است.